# Morti nel 1989/Dicembre
| Questa pagina contiene informazioni ricavate automaticamente dalle voci biografiche con l'ausilio del template Bio e di un bot. L'aggiornamento è periodico e automatico e ricostruisce completamente la pagina. Se manca una persona in questa lista, sei pregato di non aggiungerla, ma accertati piuttosto che la sua voce biografica contenga il template Bio e che i dati anagrafici siano correttamente compilati. Se il template Bio manca, inseriscilo tu stesso o, in alternativa, metti l'avviso {{tmp\|Bio}} che ne segnala la mancanza. Se i dati riportati sono sbagliati, correggi direttamente la voce biografica; le modifiche saranno visibili in questa lista entro pochi giorni. Per chiarimenti vedi il progetto biografie. La lista contiene solo le 110 persone che sono citate nell'enciclopedia e per le quali è stato implementato correttamente il template Bio. Pagina aggiornata al 3 mar 2024. |

- 1º dicembre - Alvin Ailey, ballerino e coreografo statunitense (n. 1931)
- 1º dicembre - Otello Bignami, liutaio italiano (n. 1914)
- 1º dicembre - Nikolaj Semënovič Patoličev, politico sovietico (n. 1908)
- 3 dicembre - Sourou-Migan Apithy, politico beninese (n. 1913)
- 3 dicembre - Mario Astorri, calciatore e allenatore di calcio italiano (n. 1920)
- 3 dicembre - Fernando Martín, cestista spagnolo (n. 1962)
- 4 dicembre - May Swenson, poetessa, drammaturga e traduttrice statunitense (n. 1913)
- 5 dicembre - Edoardo Amaldi, fisico italiano (n. 1908)
- 5 dicembre - John Ball, calciatore inglese (n. 1900)
- 5 dicembre - Ferruccio Martinelli, compositore e arrangiatore italiano (n. 1908)
- 5 dicembre - John Pritchard, direttore d'orchestra britannico (n. 1921)
- 6 dicembre - Frances Bavier, attrice statunitense (n. 1902)
- 6 dicembre - Sammy Fain, compositore statunitense (n. 1902)
- 6 dicembre - Martin Johansen, calciatore norvegese (n. 1893)
- 6 dicembre - John Payne, attore statunitense (n. 1912)
- 7 dicembre - Haystacks Calhoun, wrestler statunitense (n. 1934)
- 7 dicembre - Phil Dokes, giocatore di football americano statunitense (n. 1955)
- 7 dicembre - Hans Hartung, pittore tedesco (n. 1904)
- 7 dicembre - Melchior Wezel, ginnasta svizzero (n. 1903)
- 8 dicembre - Max Grundig, imprenditore tedesco (n. 1908)
- 8 dicembre - Alessandro Taccani, compositore italiano (n. 1915)
- 9 dicembre - Basil Hayward, allenatore di calcio e calciatore inglese (n. 1928)
- 9 dicembre - Dino Pieraccioni, filologo classico, grecista e grammatico italiano (n. 1920)
- 9 dicembre - R.G. Springsteen, regista statunitense (n. 1904)
- 10 dicembre - Aldo Alessandrini, militare e aviatore italiano (n. 1907)
- 10 dicembre - Sam Barkas, calciatore inglese (n. 1909)
- 10 dicembre - Paul Collaer, musicologo, pianista e direttore d'orchestra belga (n. 1891)
- 10 dicembre - Robin Hughes, attore inglese (n. 1920)
- 11 dicembre - Louise Dahl-Wolfe, fotografa statunitense (n. 1895)
- 11 dicembre - Serafim Neves, calciatore e allenatore di calcio portoghese (n. 1920)
- 12 dicembre - Charles Fosset, allenatore di calcio e calciatore francese (n. 1910)
- 12 dicembre - Gianni Sassaroli, calciatore italiano (n. 1946)
- 12 dicembre - Cesare Zancanaro, calciatore, hockeista su pista e scultore italiano (n. 1904)
- 13 dicembre - Herbert Binder, calciatore svizzero (n. 1909)
- 13 dicembre - Giovanni Del Vento, militare e aviatore italiano (n. 1920)
- 13 dicembre - Michele Fanelli, maratoneta italiano (n. 1907)
- 13 dicembre - Giovanni Klaus Koenig, architetto, designer e storico dell'architettura italiano (n. 1924)
- 14 dicembre - Lionello De Felice, regista e sceneggiatore italiano (n. 1916)
- 14 dicembre - Jock Mahoney, attore e stuntman statunitense (n. 1919)
- 14 dicembre - Andrej Dmitrievič Sacharov, fisico e attivista sovietico (n. 1921)
- 15 dicembre - Anders Andersson, hockeista su ghiaccio svedese (n. 1937)
- 15 dicembre - Emile de Antonio, regista, produttore cinematografico e attore statunitense (n. 1919)
- 15 dicembre - José Gonzalo Rodríguez Gacha, criminale colombiano (n. 1947)
- 15 dicembre - Charles Holland, pistard e ciclista su strada britannico (n. 1908)
- 15 dicembre - Arnold Moss, attore statunitense (n. 1910)
- 16 dicembre - Óscar Gálvez, pilota automobilistico argentino (n. 1913)
- 16 dicembre - Silvana Mangano, attrice italiana (n. 1930)
- 16 dicembre - Gianni Poggi, tenore italiano (n. 1921)
- 16 dicembre - Aileen Pringle, attrice statunitense (n. 1895)
- 16 dicembre - René Tavernier, poeta e filosofo francese (n. 1915)
- 16 dicembre - Lee Van Cleef, attore statunitense (n. 1925)
- 17 dicembre - Ivan Alimarin, chimico sovietico (n. 1903)
- 17 dicembre - Edward Boyd, scrittore e sceneggiatore scozzese (n. 1916)
- 17 dicembre - Riccardo Okely, calciatore italiano (n. 1906)
- 17 dicembre - Luciano Salce, regista, attore e sceneggiatore italiano (n. 1922)
- 17 dicembre - Albert Coady Wedemeyer, generale statunitense (n. 1897)
- 18 dicembre - Hans-Helmut Dickow, attore tedesco (n. 1927)
- 18 dicembre - Enar Josefsson, fondista svedese (n. 1916)
- 18 dicembre - Norbert Staudt, pallanuotista lussemburghese (n. 1907)
- 19 dicembre - Audrey Christie, attrice statunitense (n. 1912)
- 19 dicembre - Stella Gibbons, scrittrice, giornalista e poetessa britannica (n. 1902)
- 19 dicembre - Kirill Trofimovič Mazurov, politico sovietico (n. 1914)
- 19 dicembre - Julius Muthig, medico tedesco (n. 1908)
- 19 dicembre - Georges Rouquier, regista, attore e sceneggiatore francese (n. 1909)
- 20 dicembre - Kurt Böhme, basso tedesco (n. 1908)
- 20 dicembre - Giovanni Panza, pittore italiano (n. 1894)
- 20 dicembre - João Vicente da Nova, calciatore portoghese (n. 1907)
- 21 dicembre - Jaures Busoni, politico e giornalista italiano (n. 1901)
- 21 dicembre - Ján Cikker, compositore slovacco (n. 1911)
- 21 dicembre - Elvio Fachinelli, psichiatra, psicoanalista e pedagogista italiano (n. 1928)
- 22 dicembre - Samuel Beckett, drammaturgo, scrittore e poeta irlandese (n. 1906)
- 22 dicembre - Vasile Milea, generale e politico rumeno (n. 1927)
- 22 dicembre - Massimo Serato, attore italiano (n. 1916)
- 23 dicembre - Jeff Alexander, compositore e direttore d'orchestra statunitense (n. 1910)
- 23 dicembre - Milko Gajdarski, calciatore bulgaro (n. 1946)
- 23 dicembre - Richard Rado, matematico tedesco (n. 1906)
- 23 dicembre - Lennart Strandberg, velocista svedese (n. 1915)
- 24 dicembre - Daniele Moruzzi, calciatore italiano (n. 1900)
- 25 dicembre - Türkan Hanimsultan, principessa ottomana (n. 1919)
- 25 dicembre - Roberto Andreotti, storico italiano (n. 1908)
- 25 dicembre - Benny Binion, imprenditore statunitense (n. 1904)
- 25 dicembre - Elena Ceaușescu, politica rumena (n. 1916)
- 25 dicembre - Nicolae Ceaușescu, politico e militare rumeno (n. 1918)
- 25 dicembre - Betty Garde, attrice statunitense (n. 1905)
- 25 dicembre - Billy Martin, giocatore di baseball statunitense (n. 1928)
- 25 dicembre - Riccardo Morandi, ingegnere italiano (n. 1902)
- 25 dicembre - Robert Pirosh, sceneggiatore e regista statunitense (n. 1910)
- 25 dicembre - Walter Ris, nuotatore statunitense (n. 1924)
- 26 dicembre - Lennox Berkeley, compositore inglese (n. 1903)
- 26 dicembre - Doug Harvey, hockeista su ghiaccio canadese (n. 1924)
- 26 dicembre - Walter Rose, calciatore tedesco (n. 1912)
- 26 dicembre - Sergio Ruffolo, designer, pittore e scultore italiano (n. 1916)
- 27 dicembre - Kurt Baum, tenore tedesco (n. 1908)
- 27 dicembre - Giovanni Tubino, ginnasta italiano (n. 1900)
- 28 dicembre - Solomon Birnbaum, linguista austriaco (n. 1891)
- 28 dicembre - Karl Humenberger, calciatore e allenatore di calcio austriaco (n. 1906)
- 28 dicembre - Pavel Alekseevič Kuročkin, generale sovietico (n. 1900)
- 28 dicembre - Hermann Oberth, fisico tedesco (n. 1894)
- 28 dicembre - Arnaldo Pocher, imprenditore italiano (n. 1911)
- 29 dicembre - Gino Baldassari, politico italiano (n. 1897)
- 29 dicembre - Pietro Capoferri, sindacalista, politico e dirigente sportivo italiano (n. 1892)
- 29 dicembre - Sayo Fukuko, attrice giapponese (n. 1909)
- 30 dicembre - Gerhard Altenbourg, pittore tedesco (n. 1926)
- 30 dicembre - Augusto Del Noce, politologo, filosofo e politico italiano (n. 1910)
- 30 dicembre - Erich Kauer, calciatore tedesco (n. 1908)
- 30 dicembre - Yasuji Miyazaki, nuotatore giapponese (n. 1916)
- 31 dicembre - Ed Bogdanski, cestista statunitense (n. 1921)
- 31 dicembre - Lilly Daché, stilista francese (n. 1898)
- 31 dicembre - Mihály Lantos, allenatore di calcio e calciatore ungherese (n. 1928)
- 31 dicembre - Georges de Bourguignon, schermidore belga (n. 1910)